# Hammarby IF

A Hammarby Idrottsförening (IF) egy svéd sportegyesület Stockholm városából, Södermalm városrészből. Alapítási éve (ezen a néven) 1897. A legnépszerűbb svéd sportklubok egyike.
Klubszíne a zöld-fehér, de története során kb hatvan évig a sárga-fekete is használatban volt. Ennek oka, hogy az 1920-as években egyesült a klub a Johanneshovs IF sportegyesülettel. A klub a Hammarby IF nevet vitte tovább, de kompromisszumként a Johanneshov színeivel. Az 1980-as évek óta azonban ismét a zöld-fehér a hivatalos klubszín.
A Hammarby IF-nek számos sportban van szakosztálya. A nagyobb csapatsportok közül: labdarúgás, bandy, jégkorong, kézilabda, rögbi, innebandy (floorball), kosárlabda. Emellett asztalitenisz, szkander, boule (pétanque), bowling, atlétika, sí, tájfutás, evezés, salakmotorozás.
A klub legismertebb beceneve a "Bajen", mely a klub nevének angolos kiejtéséből ("Hammarbaj") rövidült le.

## Labdarúgás
A Hammarby IF labdarúgó szakosztálya 1915-ben alakult. Jelenleg a svéd első osztály (Allsvenskan) tagja, de a 2000-es évek nagy részét az első- és másodosztály közt ingázva töltötték.
A futballklub legnagyobb sikere a 2001-es bajnoki cím, mely azóta is egyetlen aranyérmük. 2007-ben megnyerték az UEFA Intertotó-kupát.
Hazai mérkőzéseiket a 2013-ban átadott, 33.000 férőhelyes Tele2 arénában rendezik, az Ericcson Globe szomszédságában. Azt megelőzően a közeli, azóta már lebontott Söderstadionban játszottak (1967-2013). Alapításkor a Hammarby IP (köznyelvben Kanalplan) pályán játszottak, mely ma is megtalálható Södermalm városrész déli oldalán. A nagyobb stockholmi rangadókat (a Tele2 aréna átadása előtt) a korábbi nemzeti stadionban, a Råsunda Stadionban játszották.
Legnagyobb riválisaik az ugyancsak stockholmi AIK Fotboll és a Djurgårdens IF.

## Játékoskeret
2022. augusztus 15. szerint.
| #  |     | Poszt | Név               |
| -- | --- | ----- | ----------------- |
| 2  | SWE | V     | Simon Sandberg    |
| 4  | SWE | V     | Richard Magyar    |
| 5  | IRQ | V     | Mohanad Jeahze    |
| 6  | SWE | KP    | Darijan Bojanić   |
| 8  | DEN | KP    | Jeppe Andersen    |
| 9  | NOR | CS    | Veton Berisha     |
| 11 | GAM | CS    | Bubacarr Trawally |
| 13 | DEN | V     | Mads Fenger       |
| 14 | SWE | KP    | Dennis Collander  |
| 15 | SWE | KP    | Pavle Vagić       |
| 16 | SWE | CS    | Gustav Ludwigson  |
| 17 | ESP | CS    | David Concha      |
| 18 | KOS | KP    | Loret Sadiku      |

| #  |     | Poszt | Név                |
| -- | --- | ----- | ------------------ |
| 19 | SWE | CS    | Jusef Erabi        |
| 20 | SWE | KP    | Nahir Besara       |
| 21 | KOS | V     | Edvin Kurtulus     |
| 22 | SWE | KP    | Joel Nilsson       |
| 23 | ISL | V     | Jón Guðni Fjóluson |
| 24 | SWE | K     | Oliver Dovin       |
| 25 | SWE | K     | Davor Blažević     |
| 27 | SWE | K     | Sebastian Selin    |
| 30 | SUR | V     | Shaquille Pinas    |
| 32 | GHA | V     | Nathaniel Adjei    |
| 34 | SWE | KP    | Alper Demirol      |
| 40 | SWE | KP    | Abdelrahman Saidi  |
| —  | SWE | KP    | Montader Madjed    |

## Sikerei, díjai

### Labdarúgás
Allsvanskan
- Bajnok (1): 2001
- Ezüstérmes (2): 1982, 2003

Superettan
- Győztes (1): 2014

Svéd Kupa
- Győztes (1): 2020–21
- Döntős (3): 1976–77, 1982–83, 2010

Svenska Mästerskapet
- Döntős (1): 1922

Intertotó-kupa
- Győztes (1): 2007